# Don't Forget (singolo)
Don't Forget è il terzo singolo estratto dall'album Don't Forget della cantante statunitense Demi Lovato. La canzone ha debuttato alla posizione numero 41 della Billboard Hot 100 e alla 76 della Billboard Canadian Hot 100. Il singolo ha venduto più di 1100000 copie negli Stati Uniti. Il video conta 51 milioni di visualizzazioni.

## Video musicale
Il video musicale della canzone è stato diretto da Robert Hales e vede la cantante all'inizio con la testa appoggiata ad una finestra di un autobus, per poi spostarsi su un palco con delle luci colorate, il tutto sotto la pioggia.